# Slash (album)
Pour les articles homonymes, voir Slash.
Albums de Slash
Apocalyptic Love
(2012)
Slash est le premier album solo de Slash, guitariste de Guns N' Roses (de retour dans le groupe depuis 2016), de Velvet Revolver et Slash's Snakepit. De nombreuses stars de la musique ainsi que quatre des cinq membres originaux de Guns N' Roses ont participé à l'album : Izzy Stradlin, Duff McKagan, Steven Adler et Slash. L'album est sorti le 31 mars 2010.

## Histoire
Dans son autobiographie publiée en 2007, Slash révèle son intention d'enregistrer un album avec des artistes qu'il apprécie. Tout au long de l'année 2009, il tient ses fans au courant du processus d'enregistrement à travers sa page Twitter et Myspace.
On compte parmi les artistes invités : Iggy Pop, Dave Grohl, Fergie, Nicole Scherzinger (The Pussycat Dolls), Chris Cornell (ex-Soundgarden), Adam Levine (Maroon 5), Lemmy de Motörhead, Flea (Red Hot Chili Peppers), M. Shadows (Avenged Sevenfold), Kid Rock, Alice Cooper, Ozzy Osbourne, Myles Kennedy (Alter Bridge) ou encore Izzy Stradlin, Duff McKagan et Steven Adler (tous trois ex-Guns N' Roses). Slash a déclaré que le seul guitariste sur l'album à part lui est Izzy Stradlin qui joue sur la chanson « Ghost ».
L'album a été produit par Eric Valentine (Queens of the Stone Age) et masterisé par George Marino. L'album compte également avec la participation du bassiste Chris Chaney (ex-Jane's Addiction) et du batteur Josh Freese (ex-Nine Inch Nails) qui jouent sur la plupart des titres.
Le premier single intitulé « Sahara » (avec Koshi Inaba au chant) est sorti le 11 novembre 2009 en exclusivité au Japon. Ce single comprend également une version de « Paradise City » interprétée par Cypress Hill et Fergie (Black Eyed Peas).
Le 3 novembre 2009, Roadrunner Records annonce un accord avec Slash pour la distribution européenne de l'album. Le 8 février 2010, Slash déclare que c'est EMI qui distribuera l'album aux États-Unis.
Le 22 novembre, Slash joue pour la première fois à Los Angeles une des chansons qu'il a enregistrées avec Andrew Stockdale (Wolfmother) dont le titre est « By The Sword ». Cette chanson est le deuxième single de l'album ; il sort le 28 mars 2010. Slash et Andrew Stockdale jouent la chanson en direct le 6 avril 2010 dans The Tonight Show, l'émission de Jay Leno. Slash a demandé la participation de fans pour le tournage du clip qui se déroule dans un décor futuriste à la Mad Max.
Le 9 avril 2010, il joue de nouveau « By The Sword » avec Andrew Stockdale à The Late Show présenté par Craig Ferguson.
La chanson Back from Cali enregistrée en février 2010 avec Myles Kennedy a été ajoutée sur l'album à la dernière minute.
Le 19 mars, Slash envoie à ses fans, par courriel, le morceau instrumental « Watch This » (avec Dave Grohl à la batterie et Duff McKagan à la basse).
Peu après, amazon.com met en ligne les chansons « Crucify the Dead » (avec Ozzy Osbourne au chant), « Ghost » (avec Ian Astbury au chant et Izzy Stradlin à la guitare rythmique), « Back From Cali » (avec Myles Kennedy), « Promise » (avec Chris Cornell) et « Beautiful Dangerous » (avec Fergie au chant). Le même mois, ESPN Radio met en ligne les chansons « Starlight » (avec Myles Kennedy) et « I Hold On » (avec Kid Rock)
Les paroles de « Crucify The Dead » chantées par Ozzy Osbourne peuvent être interprétées comme une allusion à Axl Rose ainsi que Slash l'a reconnu dans Les Inrockuptibles.
Une fois l'album sorti, Slash a révélé qu'il aurait aimé que Thom Yorke chante sur le titre « Saint Is A Sinner Too » mais qu'il était trop effrayé à l'idée que le chanteur de Radiohead refuse, raison pour laquelle il renonça à l'appeler.
Le magazine anglais Classic Rock a attribué une note de 9 sur 10 à l'album tandis que le magazine français Rock & Folk lui donna 3 étoiles[réf. souhaitée].
Le site Roadrunner Records émet le 29 avril 2010 le premier clip de Slash qui est « By The Sword » avec Andrew Stockdale tourné dans un décor à la Mad Max.
Le 12 juillet 2010 est publié le deuxième single de l'album, Back from Cali, chanté par Myles Kennedy.
Le video-clip du troisième single Beautiful Dangerous interprété par Fergie sort le 27 octobre 2010.

## Tournée mondiale 2010
Slash entame une tournée mondiale au printemps 2010 pour présenter l'album en public accompagné de Myles Kennedy au chant. Bobby Schneck (Slash's Blues Ball (en), Aerosmith) à la guitare rythmique, Todd Kerns (Static in Stereo (en), Sin City Sinners (en)) à la basse et Brent Fitz (Alice Cooper) à la batterie sont les autres musiciens accompagnant Slash en tournée.
Quelques dates européennes sont confirmées : Slash joue le 30 mai au festival Pinkpop (Pays-Bas), le 31 mai à Amsterdam (Salle Paradiso), en juin au Rock am Ring (Allemagne), au Nova Rock Festival (Autriche), au Download Festival, au festival de Glastonbury (Royaume-Uni), le 7 juin à Berlin, le 8 juin à Prague, le 10 juin à Milan, le 15 juin à Nice en ouverture d'AC/DC, le 16 juin à Zurich, le 18 juin au Stade de France en ouverture d'AC/DC, le 19 juin au Hellfest à Clisson (France), le 20 juin au Bataclan de Paris, le 25 juin à Vitoria (Espagne), le 26 juin au Graspop Metal Meeting en Belgique, le 3 juillet à Manchester, le 5 juillet au Luxembourg. Des concerts en Russie, Suède, Finlande, Norvège, Danemark, Irlande, Écosse et Portugal sont également confirmés. En août, Slash met le cap sur l'Asie et l'Océanie avec des concerts en Indonésie, Malaisie, Japon, Australie et Nouvelle-Zélande. Puis au mois de septembre la tournée arrive aux États-Unis.
En plus des morceaux du nouvel album, Slash joue des chansons de Guns N' Roses (« Civil War », « Paradise City », « Nightrain », « Rocket Queen » et « Sweet Child O'Mine » notamment), de Velvet Revolver et de Slash's Snakepit (« Mean Bone » et « Beggars & Hangers On »).
Le concert du 3 juillet 2010 à Manchester a donné lieu à un double album intitulé Live in Manchester.
Il est possible que certains des invités sur l'album apparaissent sur scène lors de certains concerts selon la disponibilité de chacun.

## Titres
| No  | Titre                                       | Paroles                     | Musique | Durée |
| --- | ------------------------------------------- | --------------------------- | ------- | ----- |
| 1.  | Ghost (feat. Ian Astbury, Izzy Stradlin)    | Ian Astbury                 | Slash   | 3:34  |
| 2.  | Crucify the Dead (feat. Ozzy Osbourne)      | Ozzy Osbourne, Kevin Churko | Slash   | 4:04  |
| 3.  | Beautiful Dangerous (feat. Fergie)          | Fergie                      | Slash   | 4:35  |
| 4.  | Back from Cali (feat. Myles Kennedy)        | Myles Kennedy               | Slash   | 3:36  |
| 5.  | Promise (feat. Chris Cornell)               | Chris Cornell               | Slash   | 4:41  |
| 6.  | By The Sword (feat. Andrew Stockdale)       | Andrew Stockdale            | Slash   | 4:50  |
| 7.  | Gotten (feat. Adam Levine)                  | Adam Levine                 | Slash   | 5:05  |
| 8.  | Doctor Alibi (feat. Lemmy Kilmister)        | Lemmy Kilmister             | Slash   | 3:07  |
| 9.  | Watch This (feat. Dave Grohl, Duff McKagan) | instrumental                | Slash   | 3:46  |
| 10. | I Hold On (feat. Kid Rock)                  | Kid Rock                    | Slash   | 4:10  |
| 11. | Nothing to Say (feat. M. Shadows)           | M. Shadows                  | Slash   | 5:27  |
| 12. | Starlight (feat. Myles Kennedy)             | Myles Kennedy               | Slash   | 5:35  |
| 13. | Saint Is A Sinner Too (feat. Rocco DeLuca)  | Rocco DeLuca (en)           | Slash   | 3:28  |
| 14. | We're All Gonna Die (feat. Iggy Pop)        | Iggy Pop                    | Slash   | 4:30  |

### Titres bonus
- Baby Can't Drive (avec Alice Cooper, Nicole Scherzinger, Steven Adler & Flea, uniquement disponible dans l'édition Classic Rock Slashpack ainsi qu'au Brésil et au Canada. Également disponible sur Napster)[19]
- Mother Maria (avec Beth Hart, uniquement dans la version iTunes)
- Sahara (avec Koshi Inaba, uniquement dans la version japonaise; est sorti en single au Japon)
- Sahara (version anglaise) (toujours avec Koshi Inaba), uniquement disponible sur iTunes USA en pré-commande et sur la version CD Deluxe au Canada)
- Chains and Shackles (avec Nick Oliveri, uniquement dans la version australienne)
- Paradise City (reprise de Guns N' Roses, avec Fergie & Cypress Hill, uniquement disponible dans la version iTunes australienne en pré-commande, dans la version brésilienne et aussi dans la version CD deluxe au Canada; est la face B du single Sahara. Également disponible sur Napster)

### Singles extraits de l'album
- Sahara, uniquement sorti au Japon
- By The Sword
- Back from Cali
- Beautiful Dangerous (en)

## Personnel
- Saul "Slash" Hudson : guitares
- Josh Freese : batterie
- Chris Chaney : basse
- Lenny Castro : percussions
- Eric Valentine : production
- George Marino : mastering

### Invités
Chants
- Ian Astbury sur Ghost
- Alice Cooper sur Baby Can't Drive
- Chris Cornell sur Promise
- Rocco DeLuca (en) sur Saint is a Sinner Too
- Beth Hart sur Mother Maria
- Cypress Hill sur Paradise City
- Fergie sur Beautiful Dangerous et Paradise City
- Taylor Hawkins chœurs sur Crucify the Dead
- Kid Rock sur I Hold On
- Koshi Inaba sur Sahara
- Myles Kennedy sur Back From Cali et Starlight
- Lemmy Kilmister sur Doctor Alibi
- Adam Levine sur Gotten
- Nick Oliveri sur Chains And Shackles
- Ozzy Osbourne sur Crucify The Dead
- Iggy Pop sur We're All Gonna Die
- M. Shadows sur Nothing To Say
- Nicole Scherzinger sur Baby Can't Drive
- Andrew Stockdale sur By The Sword

Batterie et percussions
- Steven Adler sur Baby Can't Drive
- Steve Ferrone sur Starlight
- Dave Grohl sur Watch This

Basse
- Flea sur Baby Can't Drive
- Lemmy Kilmister sur Doctor Alibi
- Duff McKagan sur Watch This
- Nick Oliveri sur Chains And Shackles

Autres
- Chris Flores, claviers et programmation sur Beautiful Dangerous
- Deron Johnson, orgue sur Gotten
- Judgement Day, violon et violoncelle sur Gotten
- Joe Sandt, clavecin sur Promise
- Izzy Stradlin, guitare rythmique sur Ghost
- Eric Valentine, piano sur Ghost, claviers sur I Hold On

## Historique des sorties
| Pays                | Date de réalisation | Format                 | Label              | Catalogue     |
| ------------------- | ------------------- | ---------------------- | ------------------ | ------------- |
| Japon               | 31 mars 2010        | CD, Digital download   | Universal Music    | UICE1156      |
| Australie, Malaisie | 1er avril 2010      | CD, Digital download   | Sony Music         | 88697675922   |
| Espagne             | 5 avril 2010        | CD, Digital download   | Roadrunner Records |               |
| France              | 5 avril 2010        | CD, Digital download   | Roadrunner Records |               |
| États-Unis          | 6 avril 2010        | CD, Digital download   | EMI                | 31433         |
| Canada              | 6 avril 2010        | CD, Digital download   | EMI                |               |
| Royaume-Uni         | 7 avril 2010        | Classic Rock Slashpack | Roadrunner Records |               |
| Royaume-Uni         | 2 avril 2010        | CD, Digital download   | Roadrunner Records | RR77952       |
| Allemagne           | 9 avril 2010        | CD, Digital download   | Roadrunner Records |               |
| Brésil              | 30 avril 2010       | CD, Digital download   | Music Brokers      | 7798141333530 |

## Classement des ventes
L'album a débuté à la troisième place dans les charts aux États-Unis en écoulant 61 000 exemplaires lors de la première semaine et est rentré à la première place au Canada, en Suède, en Autriche et en Nouvelle-Zélande. Il est également rentré dans le Top 20 en France, Allemagne, Australie, Suisse, Finlande, Pologne et Norvège.
| Classement (2010)                         | Meilleure place |
| ----------------------------------------- | --------------- |
| Allemagne (Media Control AG)              | 4               |
| Australie (ARIA)                          | 3               |
| Autriche (Ö3 Austria Top 40)              | 1               |
| Belgique (Flandre Ultratop)               | 38              |
| Belgique (Wallonie Ultratop)              | 35              |
| Canada (Canadian Albums Chart)            | 1               |
| Danemark (Tracklisten)                    | 4               |
| Espagne (Promusicae)                      | 26              |
| États-Unis (Billboard 200)                | 3               |
| États-Unis (Billboard Hard Rock Albums)   | 1               |
| États-Unis (Billboard Independent Albums) | 1               |
| États-Unis (Billboard Top Rock Albums)    | 1               |
| Finlande (Suomen virallinen lista)        | 2               |
| France (SNEP)                             | 17              |
| Italie (FIMI)                             | 6               |
| Norvège (VG-lista)                        | 4               |
| Nouvelle-Zélande (RIANZ)                  | 1               |
| Pays-Bas (Mega Album Top 100)             | 17              |
| Portugal (AFP)                            | 27              |
| Royaume-Uni (UK Albums Chart)             | 17              |
| Royaume-Uni (Rock & Metal Albums)         | 1               |
| Suède (Sverigetopplistan)                 | 1               |
| Suisse (Schweizer Hitparade)              | 3               |

## Certifications
| Pays                    | Certification |
| ----------------------- | ------------- |
| Australie (ARIA)        | Platine       |
| Canada (Music Canada)   | Platine       |
| Nouvelle-Zélande (RMNZ) | Platine       |
| Royaume-Uni (BPI)       | Or            |

## Récompenses
- Classic Rock Award de meilleur Album de l'année 2010[50]